# Public Toilet
Public Toilet (화장실 어디에요??, Hwajangshil eodieyo?LR, lett. "Scusi, dov'è il bagno?") è un film del 2002 diretto, co-sceneggiato e montato da Fruit Chan, il suo primo girato in digitale.

## Trama
Dong Dong, abbandonato appena in fasce in un bagno pubblico di Pechino, si mette alla ricerca di una cura per l'anziana signora che l'ha adottato, attraverso tutti i bagni pubblici del mondo, incontrando lungo la sua odissea diversi personaggi, tra cui un sicario che cerca di assassinare un bersaglio in un bagno pubblico newyorkese e una ragazza che emerge dal mare di Corea e si stabilisce nel bagno di una famiglia di pescatori, fino in India.

## Riconoscimenti
- 2002 - Mostra internazionale d'arte cinematografica di Venezia
  - Menzione speciale per il Premio San Marco